# Sociedade para Promoção de Estudos Romanos
A Sociedade para Promoção de Estudos Romanos (em inglês Society for the Promotion of Roman Studies - The Roman Society) foi fundada em 1910, como uma sociedade-irmã da Sociedade para a promoção de estudos helênicos.
A sociedade é a organização líder no Reino Unido para aqueles interessados no estudo da Roma Antiga e o Império Romano. Seu escopo cobre História de Roma, Arqueologia, Literatura latina e Arte romana.

## Trabalho da sociedade
A sociedade produz duas publicações anuais, o Journal od Roman Studies, que contém artigos e resenhas de livros sobre o mundo romano em geral, e Britannia, que contém artigos e resenhas especificamente sobre a Britânia Romana.
Uma biblioteca é mantida juntamente com a Sociedade Helênica em conjunto com o Institute of Classical Studies da Universidade de Londres com mais de 110 mil volumes e 600 periódicos.
rent periodicals.
Há um programa de palestras públicas em Londres, e outros fora de Londres programados com ramos locais da Classical Association.